# Brumby (Schiff)
USS Brumby (FF-1044) war eine Fregatte der Garcia-Klasse der United States Navy. Sie wurde nach Admiral Frank H. Brumby, benannt.
Die Brumby wurde 1963 als Geleitzerstörer konzipiert und lief am 6. Juli 1964 von Stapel. Die Indienststellung erfolgte über ein Jahr später, am 5. August 1965. Ihr Operationsgebiet war während des Vietnamkriegs im Atlantischen Ozean.
Sie wurde am 31. März 1989 außer Dienst gestellt und am gleichen Tag an die pakistanische Marine verleast. Da sich Pakistan weigerte, sein Programm zur Herstellung von Nuklearwaffen zu stoppen, kündigten die Vereinigten Staaten den Leasingvertrag im Jahr 1994. Das Schiff wurde am 9. September an die US Navy übergeben und aus dem Schiffsregister gestrichen. Die United States Maritime Administration verkaufte sie anschließend zur Abwrackung.